# Turkmenistan na Letnich Igrzyskach Olimpijskich 2020
Turkmenistan na Letnich Igrzyskach Olimpijskich 2020 reprezentowało dziewięcioro zawodników: pięciu mężczyzn i cztery kobiety. Był to siódmy start reprezentacji Turkmenistanu na letnich igrzyskach olimpijskich.

## Zdobyte medale[3]
| Medal  | Zawodnik       | Dyscyplina           | Konkurencja          | Rezultat | Data     |
| ------ | -------------- | -------------------- | -------------------- | -------- | -------- |
| Srebro | Polina Gurýewa | Podnoszenie ciężarów | waga do 59 kg kobiet | 217 kg   | 27 lipca |

## Skład kadry

### Judo
| Zawodnik              | Konkurencja | 1/16                | 1/8                 | Ćwierćfinał         | Półfinał            | Repasaże            | Finał / 3.miejsce   | Finał / 3.miejsce | Źródła |
| Zawodnik              | Konkurencja | Przeciwniczka Wynik | Przeciwniczka Wynik | Przeciwniczka Wynik | Przeciwniczka Wynik | Przeciwniczka Wynik | Przeciwniczka Wynik | Pozycja           | Źródła |
| --------------------- | ----------- | ------------------- | ------------------- | ------------------- | ------------------- | ------------------- | ------------------- | ----------------- | ------ |
| Gulbadam Babamuratowa | -52 kg (k)  | Cohen P 00-10       | NQ                  | NQ                  | NQ                  | NQ                  | NQ                  | 17.               | [ 4 ]  |

### Lekkoatletyka
| Zawodnik        | Konkurencja     | Kwalifikacje | Kwalifikacje | Finał | Finał   | Źródło |
| Zawodnik        | Konkurencja     | Wynik        | Miejsce      | Wynik | Miejsce | Źródło |
| --------------- | --------------- | ------------ | ------------ | ----- | ------- | ------ |
| Mergen Mämmedow | rzut młotem (m) | 67,53        | 30.          | NQ    | NQ      | [ 5 ]  |

### Pływanie
| Zawodnik        | Konkurencja           | Eliminacje | Eliminacje | Półfinał | Półfinał | Finał | Finał   | Źródło |
| Zawodnik        | Konkurencja           | Czas       | Miejsce    | Czas     | Miejsce  | Czas  | Miejsce | Źródło |
| --------------- | --------------------- | ---------- | ---------- | -------- | -------- | ----- | ------- | ------ |
| Merdan Ataýew   | 100 m grzbietowym (m) | 55,24      | 34.        | NQ       | NQ       | NQ    | NQ      | [ 6 ]  |
| Merdan Ataýew   | 200 m grzbietowym (m) | 2:03,68    | 29.        | NQ       | NQ       | NQ    | NQ      | [ 7 ]  |
| Darýa Semýonowa | 100 m klasycznym (k)  | 1:16,37    | 39.        | NQ       | NQ       | NQ    | NQ      | [ 8 ]  |

### Podnoszenie ciężarów
| Zawodnik              | Konkurencja      | Rwanie | Rwanie  | Podrzut | Podrzut | Razem  | Pozycja | Źródło |
| Zawodnik              | Konkurencja      | Wynik  | Pozycja | Wynik   | Pozycja | Razem  | Pozycja | Źródło |
| --------------------- | ---------------- | ------ | ------- | ------- | ------- | ------ | ------- | ------ |
| Rejepbaý Rejepow      | -81 kg mężczyzn  | 164 kg | 3.      | DNF     | DNF     | DNF    | DNF     | [ 9 ]  |
| Öwez Öwezow           | -109 kg mężczyzn | 171 kg | 11.     | 200 kg  | 10.     | 371 kg | 10.     | [ 9 ]  |
| Hojamuhammet Toýçyýew | +109 kg mężczyzn | 184 kg | 4.      | 230 kg  | 6.      | 414 kg | 4.      | [ 9 ]  |
| Kristina Şermetowa    | -55 kg kobiet    | 90 kg  | 5.      | 115 kg  | 5.      | 205 kg | 6.      | [ 9 ]  |
| Polina Gurýewa        | -59 kg kobiet    | 96 kg  | 3.      | 121 kg  | 2.      | 217 kg | srebro  | [ 9 ]  |